# Chùa Khléang
Chùa Khléang (hay Kh'leang, Khleng) là một ngôi chùa cổ trong hệ thống chùa Khmer ở Nam Bộ.

## Vị trí
Chùa Khléang hiện tọa lạc ở số 53, đường Tôn Đức Thắng, phường 6, thành phố Sóc Trăng, tỉnh Sóc Trăng.

## Nguồn gốc

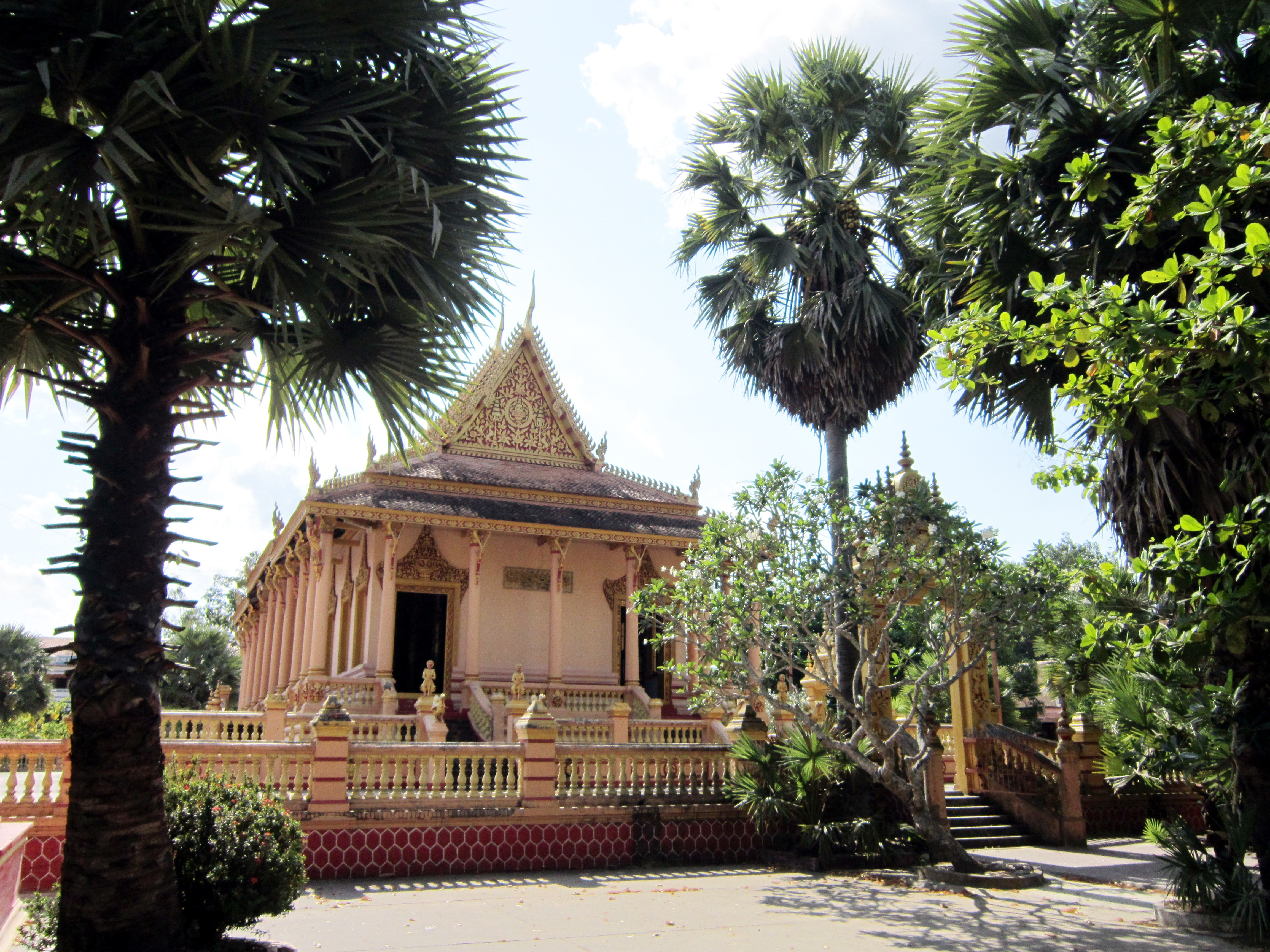
Chính điện (ảnh 1)

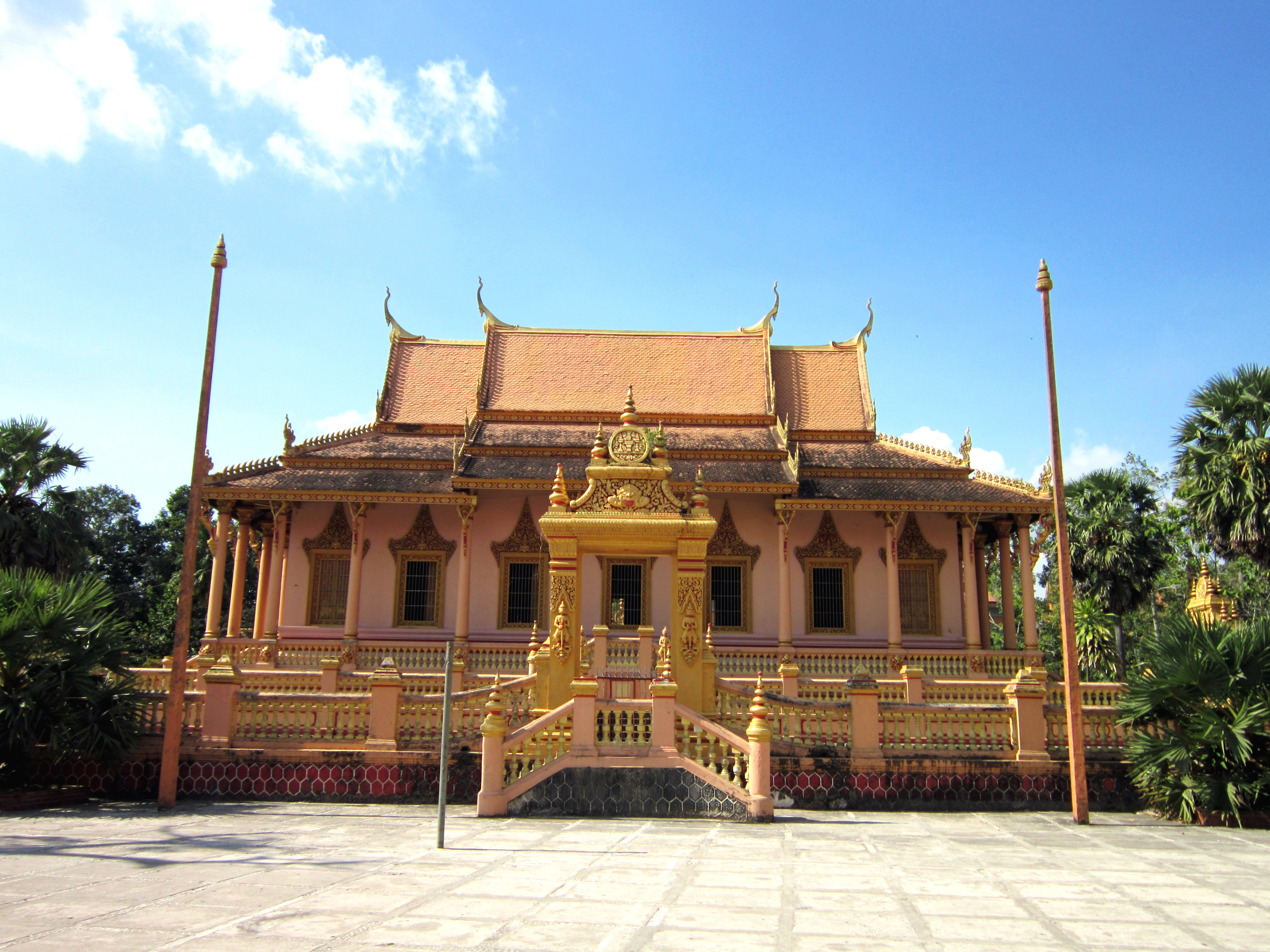
Chính điện (ảnh 2)

## Thờ cúng

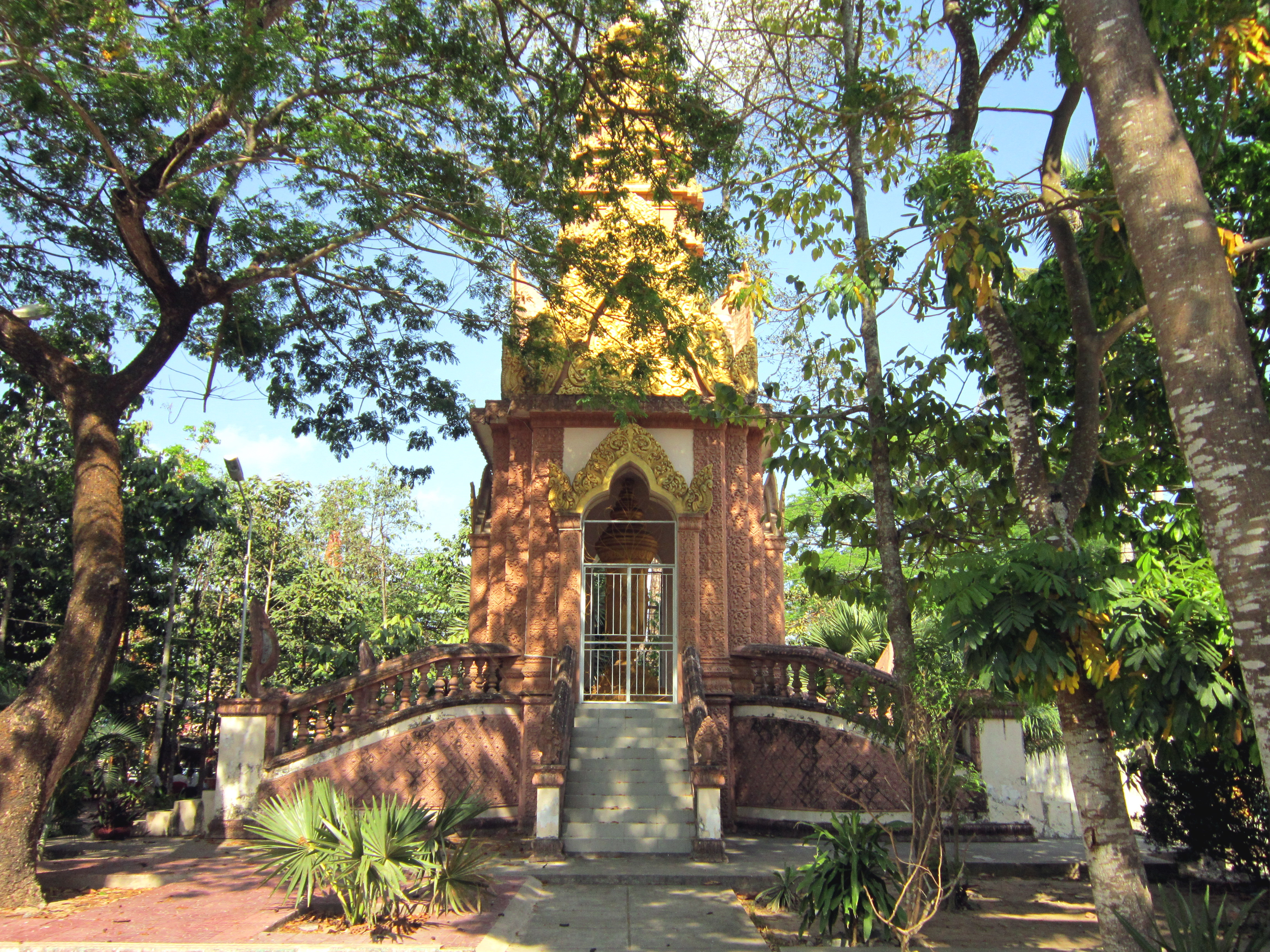
Tháp chứa di cốt của một vị sư từng làm trụ trì chùa